# Genuchinus digitatus
Genuchinus digitatus är en skalbaggsart som beskrevs av Jan Krikken 1981. Genuchinus digitatus ingår i släktet Genuchinus och familjen Cetoniidae. Inga underarter finns listade i Catalogue of Life.